# Sainte-Florence (Żyronda)
Sainte-Florence – miejscowość i gmina we Francji, w regionie Nowa Akwitania, w departamencie Żyronda.
Według danych na rok 1990 gminę zamieszkiwały 122 osoby, a gęstość zaludnienia wynosiła 38 osób/km² (wśród 2290 gmin Akwitanii Sainte-Florence plasuje się na 1054. miejscu pod względem liczby ludności, natomiast pod względem powierzchni na miejscu 1528.).